# Đường Bân (Thủy hử)
Đường Bân là một nhân vật hư cấu trong cuốn tiểu thuyết Hậu Thủy hử, đoạn kết của danh tác Thủy hử, được viết bởi Thi Nại Am và La Quán Trung.

## Xuất thân
Đường Bân là quan võ ở phủ Bồ Đông, cùng với Quan Thắng. Hai người từng kết nghĩa huynh đệ. Bị cường hào hãm hại, Đường Bân tức giận giết chết kẻ thù, bị quan tư truy bắt phải chạy trốn. Sau nghe Quan Thắng về Lương Sơn Bạc, Đường Bân định theo về thì bị thảo khấu là Văn Trọng Dung, Thôi Dã chặn cướp. Đường Bân đánh bại hai người, được tôn làm trại chủ Bão Độc Sơn.
Sau Điền Hổ làm loạn, chiếm ải Hồ Quan, bắt trại Bão Độc Sơn thần phục, làm trấn thủ núi cũ.

## Theo Lương Sơn
Lương Sơn Bạc tấn công nước Tấn của Điền Hổ, Đường Bân đến Vệ Châu gặp Quan Thắng xin hàng, dùng kế trá hàng giúp quân Tống chiếm Hồ Quan, rồi làm chánh tướng của quân Tống do Tống Giang dẫn đầu.

## Đánh Hoài Tây
Sau này khi theo Tống Công Minh và quân Lương Sơn Bạc đi đánh dẹp cuộc nổi dậy của Vương Khánh. Trên đường hộ tống Bùi Tuyên, Tiêu Nhượng, Kim Đại Kiên, Đường Bân bị tướng của Vương Khánh là Mi Sảnh tập kích, chết không toàn thây.